# Brugg (Gestratz)
Brugg (westallgäuerisch: Brukh, uf Brukh) ist ein Gemeindeteil der Gemeinde Gestratz im bayerisch-schwäbischen Landkreis Lindau (Bodensee).

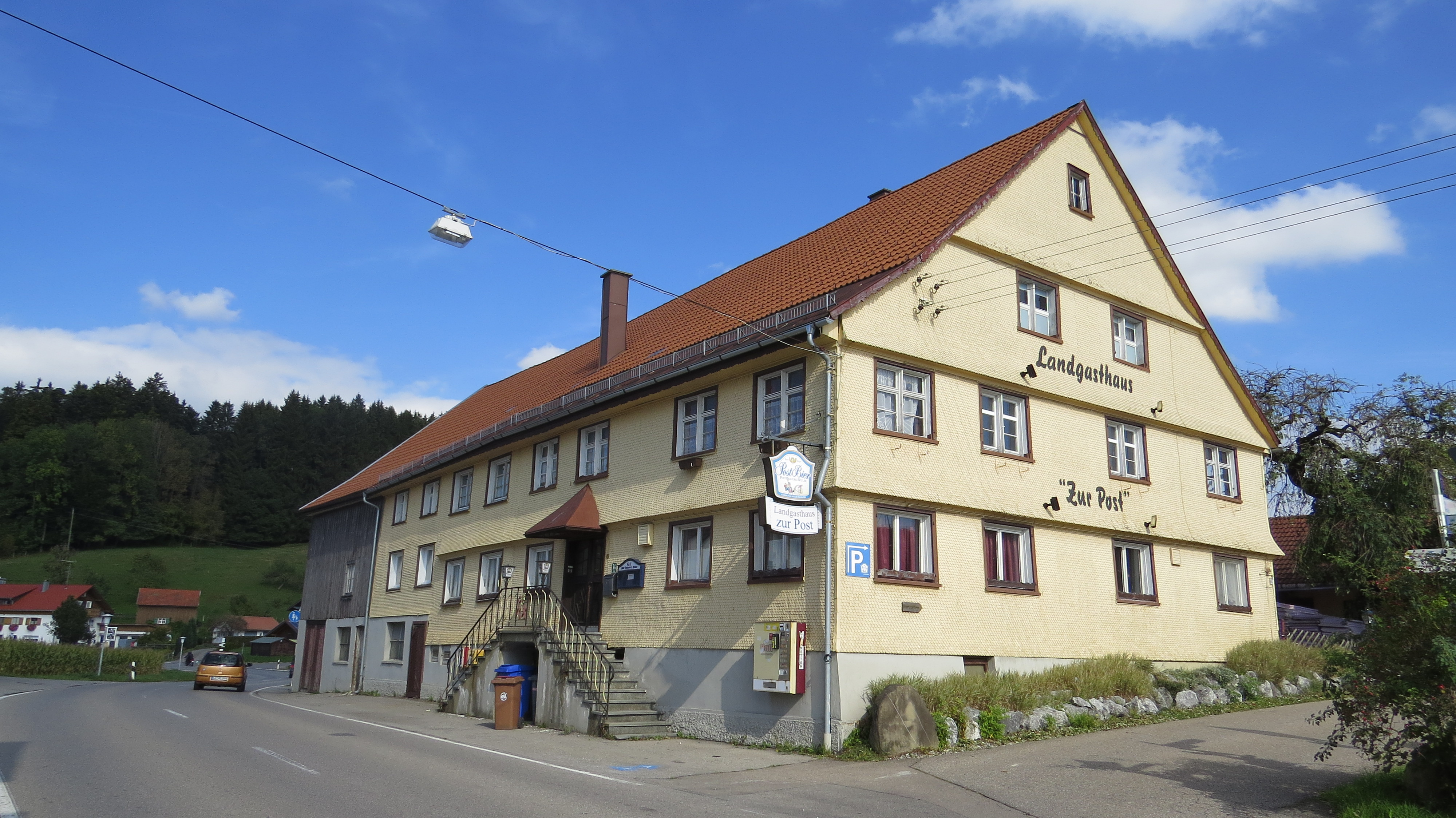
Baudenkmal Gasthof Post in Brugg

## Geographie
Das Dorf liegt rund ein Kilometer nördlich des Hauptortes Gestratz und zählt zur Region Westallgäu.

## Geschichte
Brugg wurde erstmals um das Jahr 933 als Bruccon urkundlich erwähnt. Der Name leitet sich vermutlich von einer Brücke oder einem Knüppeldamm ab. 1759 fand die Vereinödung in Brugg statt.

## Baudenkmäler
Siehe: Liste der Baudenkmäler in Brugg

## Persönlichkeiten
- Alois Stadler (1814–1877), Abgeordneter, Gemeindevorsteher, Gastwirt und Landwirt